# قطعنامه ۱۴۴۷ شورای امنیت
قطعنامه  ۱۴۴۷ شورای امنیت سازمان ملل متحد که در تاریخ ۰۴ دسامبر ۲۰۰۲ تصویب شد، سندی بین‌المللی دربارهٔ بررسی وضعیت میان عراق و کویت است. این قطعنامه طی نشست ۴۶۵۶ام با ۱۵ رای موافق، ۰ مخالف و ۰ ممتنع تصویب شد.